# Beffa (Fluss)
Der Beffa ist ein linker Nebenfluss des Ouémé in Benin.

## Verlauf
Der Fluss hat seine Quellen im Süden des Départements Borgou, westlich der Stadt Tchaourou. Er fließt in südwestliche Richtung. Der Beffa mündet 10 km südwestlich der Stadt Ouèssè in den Ouémé.

## Hydrometrie
Die Durchflussmenge des Beffa wurde am Pegel Vasso 5,6 km vor der Mündung in m³/s gemessen